# ビッグ・ファン
『ビッグ・ファン』（Big Fun）は、マイルス・デイヴィスによる2枚組みのアルバム。1974年にコロムビア・レコードから発売された。1969年から1972年の音源が収録されている。
本作は、アメリカのBillboard 200で179位、『ビルボード』のジャズ・アルバム・チャートでは6位に達した。収録曲「リコレクションズ」は、映画『小説家を見つけたら』（2000年公開）のサウンドトラックで使用され、同作のサウンドトラック・アルバムにも収録された。

## 収録曲

### 1974年 LP
Side 1
1. "Great Expectations/Orange Lady" (Davis, Zawinul) – 27:23

Side 2
1. "Ife" (Davis) – 21:34

Side 3
1. "Go Ahead John" (Davis) – 28:27

Side 4
1. "Lonely Fire" (Davis) – 21:21

### 2000年 CD
Disc 1
1. "Great Expectations/Orange Lady" – 27:23
2. "Ife" – 21:34
3. "Recollections" (Zawinul) – 18:55
4. "Trevere" (Davis) – 5:55

Disc 2
1. "Go Ahead John" – 28:27
2. "Lonely Fire" – 21:21
3. "The Little Blue Frog" (Davis) – 9:10
4. "Yaphet" (Davis) – 9:39

## 演奏者
- マイルス・デイヴィス - トランペット
- スティーヴ・グロスマン - ソプラノサックス
- ベニー・モウピン - バスクラリネット
- ジョン・マクラフリン - エレクトリックギター
- カリル・バラクリシュナ - エレクトリックシタール
- ビハリ・シャルマ - タブラ、タンプーラ（英語版）
- ハービー・ハンコック - エレクトリック・ピアノ
- チック・コリア - エレクトリック・ピアノ
- ラリー・ヤング - オルガン、チェレスタ
- ロン・カーター - コントラバス
- ハーヴェイ・ブルックス - ベース
- ビリー・コブハム - ドラム
- アイアート・モレイラ - パーカッション
- ソニー・フォーチュン - ソプラノサックス、フルート
- カルロス・ガーネット - ソプラノサックス
- ロニー・リストン・スミス - ピアノ
- ハロルド・I・ウィリアムズ・ジュニア - ピアノ
- マイケル・ヘンダーソン - エレクトリックベース
- アル・フォスター - ドラム
- ビリー・ハート - ドラム
- バダル・ロイ - タブラ
- ジェームズ・エムトゥーメ - アフリカン・パーカッション
- ジャック・ディジョネット - ドラム
- ウェイン・ショーター - テナーサックス
- ジョー・ザヴィヌル - エレクトリック・ピアノ
- デイヴ・ホランド - エレクトリックベース、コントラバス[3]